# Barobata trocta
Barobata trocta är en fjärilsart som beskrevs av Krsch. 1895. Barobata trocta ingår i släktet Barobata och familjen tofsspinnare. Inga underarter finns listade i Catalogue of Life.